# 齋藤淑人
齋藤 淑人（さいとう よしと、1944年 - ）は、（元）税務大学校教育第一部教授、（元）税務署長、税理士、（株）TKC税務研究所特別研究員。

## 略歴
- 1944年（昭和19年） - 山形県鶴岡市に生れる。
- 1963年（昭和38年） - 山形県立鶴岡南高等学校入学
- 鶴岡税務署でアルバイトをする。
- 1963年（昭和38年） - 同校卒業
  - 仙台国税局に入局し東京で研修を受ける。
- 荒川税務署勤務
- 松戸税務署勤務
- 千葉税務署勤務
- 葛飾税務署勤務
- 市川税務署勤務
- 江東西税務署勤務
- 1992年（平成4年） - 熊本国税不服審判所副審判官
- 麹町税務署副署長
- 1998年（平成10年） - 税務大学校 教育第一部 本科研修担当 教授に就任
- 同主任教授
- 2002年（平成14年） - 銚子税務署長
- 2003年（平成15年） - 荻窪税務署長
- 2005年（平成17年） - 退官
- 税理士
- （株）TKC税務研究所特別研究員

## 著作物
- 2008年（平成20年） - 『Q&Aくらしの税金知識 : 節税のチェックポイント 平成20年版』 大佐肇（共著者） 新日本法規出版 ISBN 9784788271302
- 2009年（平成21年） - 『Q&Aくらしの税金知識 : 節税のチェックポイント 平成21年版』 大佐肇（共著者） 新日本法規出版 ISBN 9784788272309
- 2010年（平成22年） - 『Q&Aくらしの税金知識 : 節税のチェックポイント 平成22年版』 大佐肇（共著者） 新日本法規出版 ISBN 9784788273528
- 2011年（平成23年） - 『Q&Aくらしの税金知識 : 節税のチェックポイント 平成23年版』 大佐肇（共著者） 新日本法規出版 ISBN 9784788274655
- 2012年（平成24年） - 『Q&Aくらしの税金知識 : 節税のチェックポイント 平成24年版』 大佐肇（共著者） 新日本法規出版 ISBN 9784788276291

## 参考資料
- 荻窪法人会・秋の特別研修会